# Kambrium (Band)
Kambrium ist eine deutsche Melodic-Death-Metal-Band.

## Geschichte
Die Band wurde im späten Herbst 2005 gegründet. Die Gründungsmitglieder waren Nils Peter Töpfer (Gesang), Marc Brunke (Schlagzeug), Julian Schenke (Gitarre), Jan Hein (damals Gitarre, heute Keyboard) und Martin Simon (damals nur Bass, heute auch Gesang). Unter dieser Besetzung wurden die ersten Cover-Songs eingeübt. 2006 verließ Nils Peter Töpfer jedoch die Band und Philipp Engel nahm dessen Platz im März 2006 ein. Den ersten Auftritt absolvierte Kambrium siegreich am 17. Juni 2006 bei einem Band-Battle. Aufgrund von Stil-Differenzen verließ auch Philipp Engel die Band bereits nach dem zweiten gemeinsamen Auftritt wieder. Er gründete später mit anderen Musikern die Band Sylent Noise. Neben dem Bass nahm Martin Simon nun auch zusätzlich die Position des Sängers ein. Als weiterer Gitarrist gesellte sich im September 2006 Martin Simons Bruder Karsten zur Band und Jan Hein wechselte an das Keyboard. Nach dem Umzug in einen neuen Proberaum begann Jan Hein damit, eigene Songs für die Band zu schreiben, die im November 2006 erstmals öffentlich aufgeführt wurden. Die Band festigte sich und es folgten weitere Auftritte. Auf dem von Marc Brunke und Jan Hein organisierten „Waldbrand Open Air“ im Jahr 2007 trat Kambrium ausschließlich mit eigenen Titeln auf und veröffentlichte im Oktober ihre erste Mini-Demo. Im Verlauf des Jahres 2008 arbeitete die Band an weiteren Songs und veröffentlichte im April 2008 eine zweite Demo. Im November 2008 trennte sie sich von ihrem bisherigen Schlagzeuger Marc Brunke. 2009 nahm Fabien Chmiel die Position des Schlagzeugers ein.
Seit 2010 ist Martin Simon außerdem Bassist und Zweitsänger der Death-Metal-Band Sariel. Am 25. Februar 2011 begann die Band in Osterode im Harz im Metalsound-Studio mit den Aufnahmen für ihr Debüt-Album Shadowpath. Die Arbeiten konnten nach neun Tagen beendet werden.  Im August 2011 unterschrieb die Band einen Plattenvertrag beim Label Massacre Records. Das Album, das zehn Titel enthält, wurde am 25. November 2011 veröffentlicht. Am 28. Januar 2012 nahm die Band am Wettbewerb „Devil's Wall Trophy“ in Osterode teil, gewann den Publikumspreis und sicherte sich damit einen Auftritt beim „Walpurgis Rock Festival“ in Bad Grund.
Am 18. Oktober 2013 erschien das zweite Album namens Dark Reveries. Auf diesem Album wirken Amanda Somerville (Avantasia, Trillium) und Thomas Winkler (Gloryhammer) als Gastmusiker mit.
2016 unterschrieb die Band einen Plattenvertrag bei NoiseArt Records.

## Galerie

Kambrium, aktuelle Besetzung live auf dem Rockharz 2022
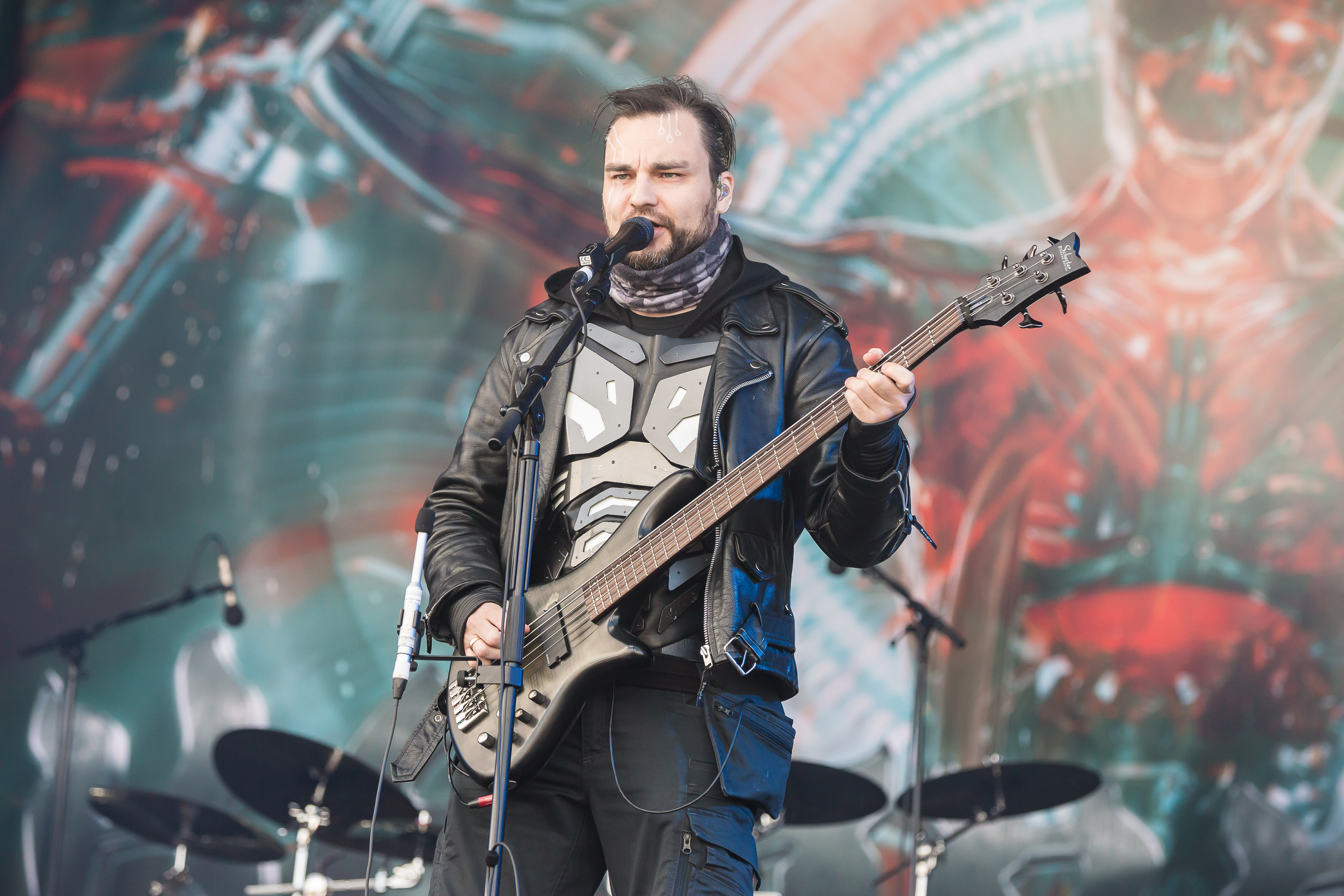
Sänger und Bassist Martin Simon
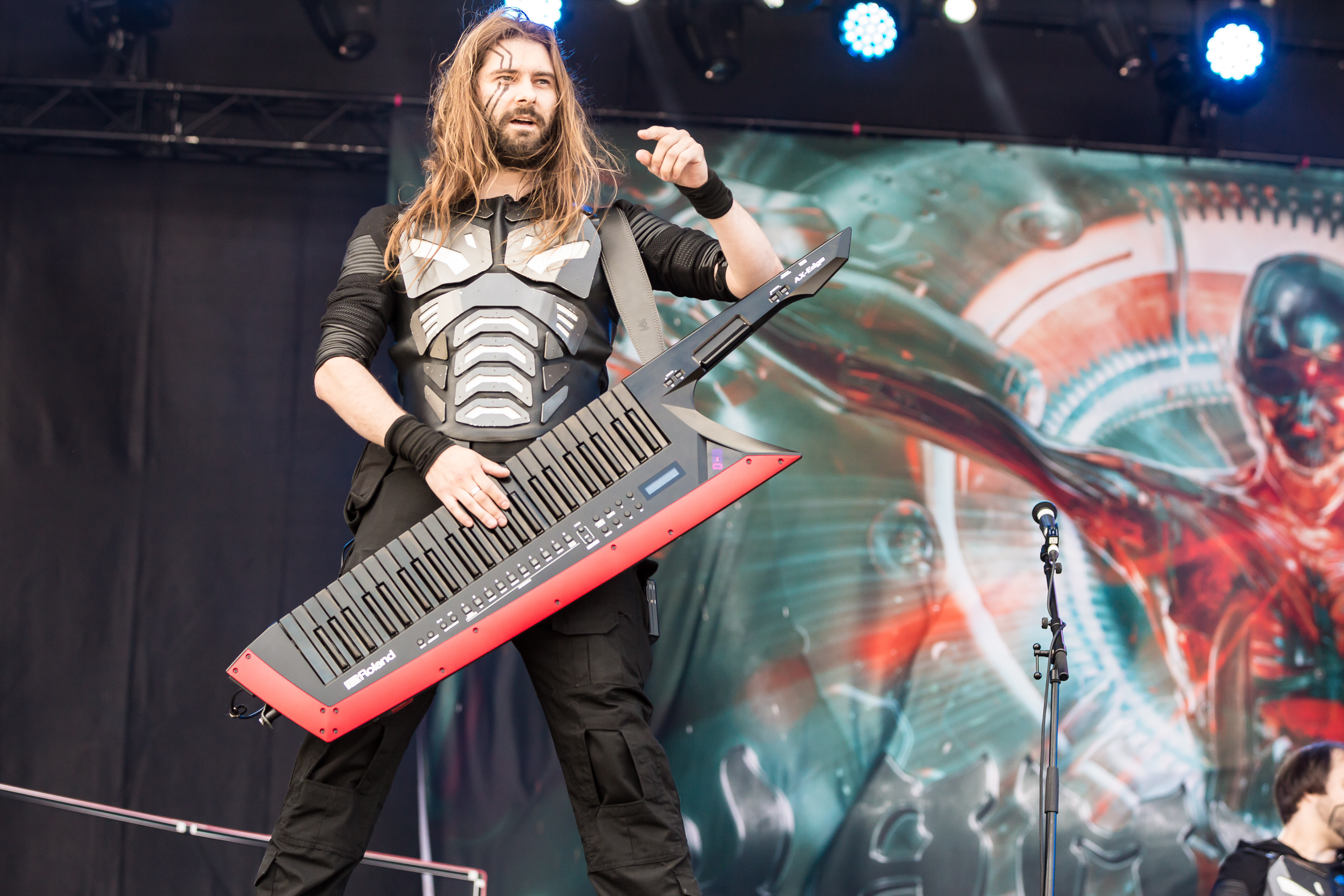
Keyboarder Jan Hein
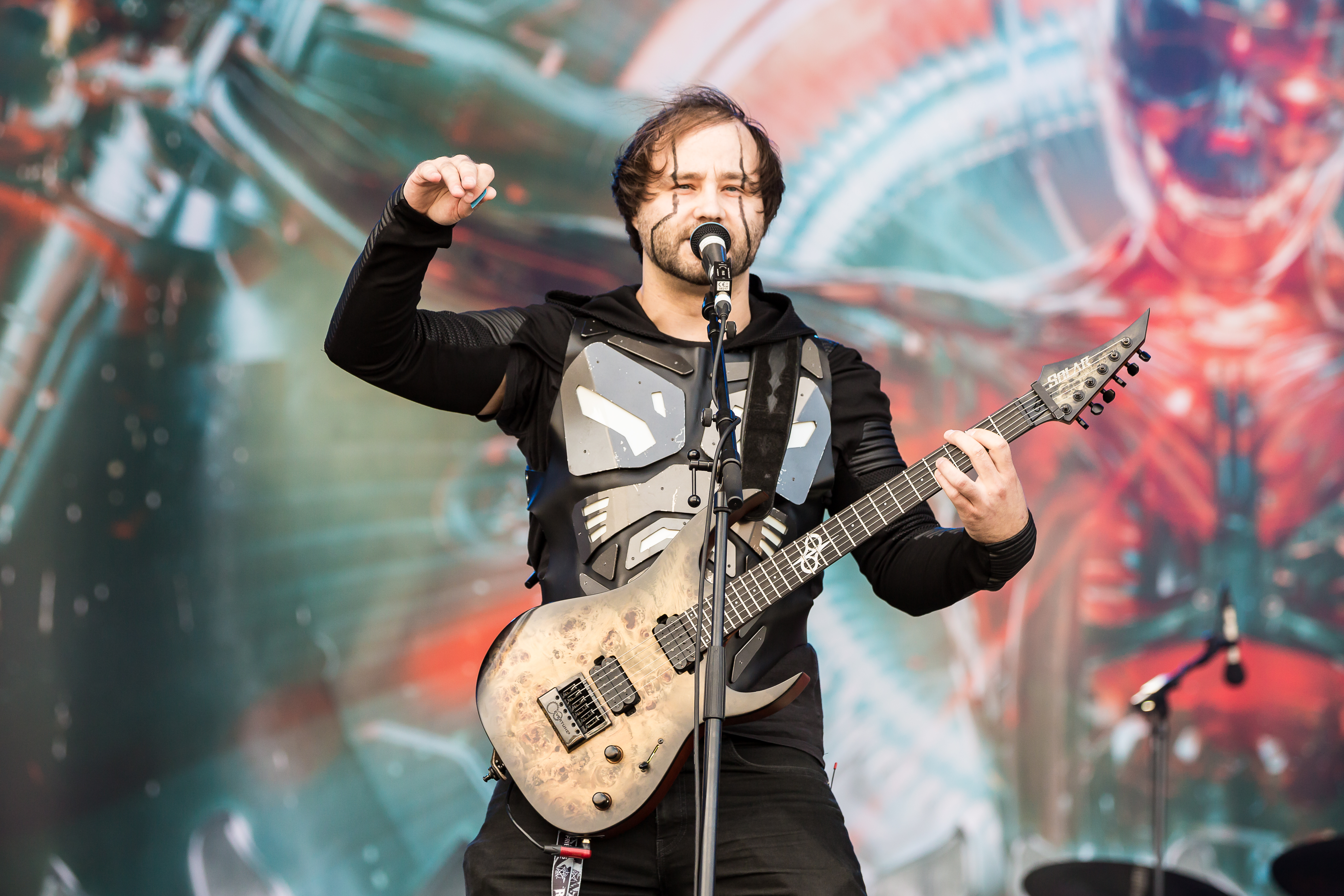
Gitarrist Karsten Simon
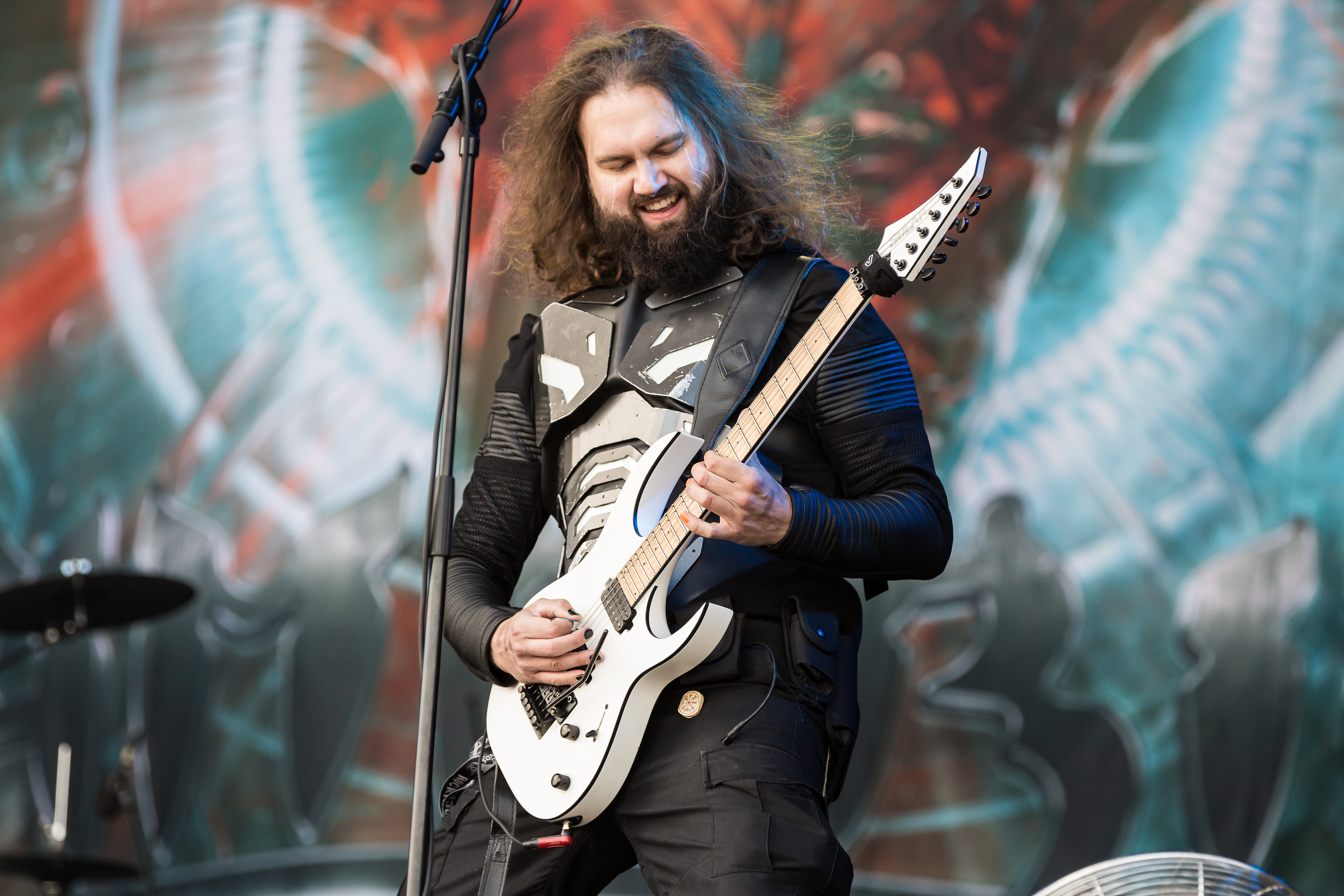
Gitarrist Maximilian Werner
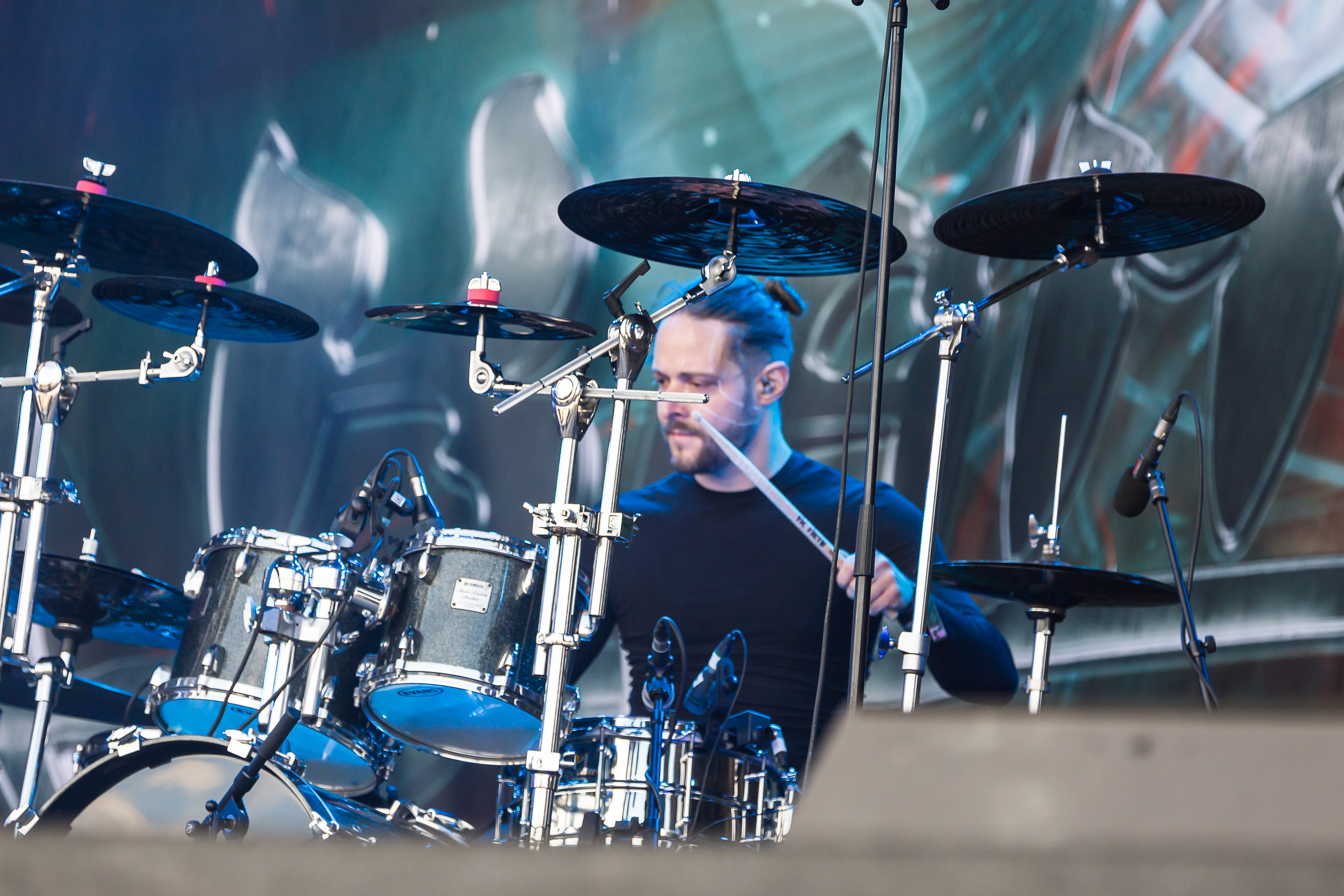
Schlagzeuger Adrian Hermet

## Diskografie
- 2007: Kambrium (Demo, CDR, Eigenvertrieb)
- 2008: From Treason to Death (Demo, CDR, Eigenvertrieb)
- 2010: A Silent Moon (EP, CD, Eigenvertrieb)[11]
- 2011: Shadowpath (Album, CD, Massacre Records)[12]
- 2013: Dark Reveries (Album, CD, 7Hard Records)[13]
- 2016: The Elders’ Realm (Album, CD, NoiseArt Records)[14]
- 2018: Dawn of the Five Suns (Album, CD, NoiseArt Records)[15]
- 2021: Synthetic Era (Album, CD, Reaper Entertainment)

## Musikvideos
- 2014: Spellbound by a Nightmare (Regie/Produktion: Sebastian Schnabel)
- 2016: Abyssal Streams
- 2016: Season of the Sea Witch
- 2018: Dawn of the Five Suns
- 2019: Ghost Shaman
- 2021: Cybernetic Overload